# Chapelle Notre-Dame-de-l'Immaculée-Conception d'Aix-en-Provence
La chapelle Notre-Dame-de-l'Immaculée-Conception est une chapelle catholique située à Aix-en-Provence, cours Gambetta. Elle est dédiée à l'Immaculée Conception.

## Histoire
La caserne Forbin est construite sous la Régence et le tout début du règne de Louis XV et démolie dans les années 1980, pour construire des ensembles résidentiels, des bureaux et un hôtel de tourisme, ne demeurent que le portail (inscrit aux Monuments historiques) et la chapelle. Celle-ci est construite au milieu du XIXe siècle.
La chapelle est confiée au début des années 1990 à la Fraternité sacerdotale Saint-Pie X. Le culte y est donc célébré en latin. Elle n'est ouverte que pour les célébrations.

## Architecture
La façade simple, donnant 11bis cours Gambetta, ne présente qu'une petite rosace et un portail, flanqué de triples colonnettes néogothiques, surmonté d'un petit tympan ogival blasonné. L'intérieur néogothique est en forme de longue nef unique sans bas-côtés ni transept et se termine par une abside à trois pans servant de chœur. Elle est éclairée de fenêtres, sans vitraux, du côté gauche en hauteur. La statuaire est de style sulpicien.